# Andronicus Cyrrhestès
Andronicus de Cyrrhus ou Andronicus Cyrrhestès  (en grec ancien : Ἀνδρόνικος Κυρρήστου, Andrónikos Kyrrhēstou), fils d'Hermias, est un astronome et ingénieur macédonien originaire de Cyrrhus en Macédoine ou de Cyrrhus en Syrie  qui a vécu vers 100 av. J.-C..
Il est resté célèbre pour avoir construit à Athènes la tour des Vents, une clepsydre (ou horologion) monumentale, qui existe encore en grande partie. Le bâtiment est octogonal, avec des figures sculptées sur chacune des faces, représentant les huit vents principaux. Dans l'Antiquité, une figure en bronze de Triton avec une verge à la main se trouvait au sommet et tournait avec le vent pour indiquer la direction d'où il soufflait. De ce modèle est dérivée la coutume de placer des girouettes sur les clochers.